# Jacek Kubiak (biolog)
Jacek Kubiak (ur. 5 stycznia 1960 w Pruszkowie) – polski doktor habilitowany nauk biologicznych, profesor Wojskowego Instytutu Higieny i Epidemiologii w Warszawie.

## Życiorys
Doktorat uzyskał w 1988 na Wydziale Biologii Uniwersytetu Warszawskiego pod kierunkiem prof. Andrzeja Tarkowskiego. Trzyletni staż podoktorski odbył w Institut Jacques Monod w Paryżu, po czym związał się z CNRS. W 2000 uzyskał habilitację na Uniwersytecie w Rennes 1. Pracuje w tamtejszym Institut de Génétique & Développement de Rennes jako Directeur de Recherche w grupie Claude’a Prigenta. W 2016 został profesorem nadzwyczajnym WIHE w Warszawie, w którym kieruje Zakładem Medycyny Regeneracyjnej i Biologii Komórki.
Autor ponad 140 publikacji naukowych m.in. w Current Biology, Developmental Biology, Carcinogenesis, Biology of Reproduction, Mechanisms of Development, Cell Cycle, Journal of Proteome Research, EMBO Journal, Journal of Cell Biology, Development, Journal of Cell Science i Journal of Proteomics.
W 2019 bezskutecznie kandydydował z listy Wiosny Roberta Biedronia w wyborach do Parlamentu Europejskiego zdobywając 739 głosów. W tym samym roku również bezskutecznie kandydował do Sejmu z listy SLD zdobywając 1411 głosów.

## Rodzina
Jest żonaty, ma dwoje dorosłych dzieci.